# منطقه آماری ماتیه یهودا
منطقه شورایی ماتیه یهودا (به لاتین: Mateh Yehuda Regional Council) یک منطقهٔ مسکونی در اسرائیل است که در استان اورشلیم واقع شده‌است.

## خصوصیات
منطقه شورایی ماتیه یهودا ۵۱٬۵۰۰ نفر جمعیت دارد.